# Kasperltheater (Fernsehsendung)
Der Kasperl (immer „Kaschperl“ gesprochen) in ORF 1 ist eine traditionelle Kindersendung im österreichischen Fernsehen mit dem Kasperl als Hauptfigur. Bereits seit 1957 wird das Puppentheater regelmäßig vom ORF ausgestrahlt.

## Geschichte
Den Sendeplatz in den 1970er und 1980er Jahren – jeden Mittwochnachmittag – teilten sich drei verschiedene Puppenbühnen:
Die älteste Fernseh-Kasperl-Puppenbühne heißt Kasperl & Pezi und wird seit 1957 im ORF ausgestrahlt. Das Wiener Urania-Puppentheater – die Gründer waren Hans und Marianne Kraus – stellte die Puppen zur Verfügung. 1961 kam dann Kasperl & Strolchi ins Fernsehen und ist somit die zweitälteste Fernseh-Kasperl-Puppenbühne. Die Wiener Handpuppenbühne von Wolfgang Kindler wurde 1958 gegründet. Strolchi zauberte später sogar in über 100 Betthupferln mit dem berühmten Kindermagier Bobby Lugano. Nach Wolfgang Kindlers Tod 1985 übernahm seine Frau Hertha Kindler die Leitung der Bühne. Das Theater Arlequin von Arminio und Christine Rothstein brachte 1971 Clown Habakuks Puppenzirkus in den ORF. Seit 1984 gibt es auch Kasperl und Hopsi von Rudolf Watzingers Puppenbühne Liliput und 1989 gesellte sich Kasperl & Co von Stefan Gaugusch hinzu.
Traude Kossatz produzierte mit dem Figurentheater Lilarum zwischen 1984 und 1996 52 Kasperlproduktionen (Kasperl und Quaxi und Kasperl und Moplpopl). Bekannte Kasperlsprecher waren Karl Mittner, Andy Woerz, Markus Mitterhuber, Stefan Fleming und Michael Mohapp.
Bis zur Neugestaltung des Kasperls stammten die Inserts (Szenenbilder) sowie Live-Zeichnungen von Winnie Jakob „Winnie/Win“, deren Markenzeichen die Blume als „i“ war. Man sah nur die Hand, die zeichnete, jedoch nie die Künstlerin selbst.

## Heute
2008 wurde die Sendung in Servus Kasperl umbenannt. Im September 2010 erschien ein neues Mantelprogramm rund um die traditionellen Puppenstücke: Der Kasperl wohnt nun gemeinsam mit Robert Steiner und Christina Karnicnik in einer von Gottfried Kumpf entworfenen „Kasperlvilla“. Servus Kasperl wird jeden Samstag und Sonntag um 07:30 Uhr in ORF 1 ausgestrahlt.

## Kasperlsendungen
| Sendung                                                            | Seit      | Bühne                       | Gründer                         | Aktuelle Leitung    |
| ------------------------------------------------------------------ | --------- | --------------------------- | ------------------------------- | ------------------- |
| Kasperl & Pezi                                                     | 1957      | Wiener Urania-Puppentheater | Hans und Marianne Kraus         | André Heller        |
| Kasperl & Strolchi                                                 | 1961      | Wiener Handpuppenbühne      | Wolfgang und Hertha Kindler     | Hertha Kindler      |
| Clown Habakuks Puppenzirkus                                        | 1968      | Arlequin Theater            | Arminio und Gordana Rothstein   | Gordana Rothstein   |
| Kasperl & Adolar (ein Computer/Roboter)                            | 1973      | Gordana’s Puppentheater     | Gordana Rothstein               | Gordana Rothstein   |
| Kasperl & Gabriel (ein Vogel)                                      | 1975–1984 | Gordana’s Puppentheater     | Gordana Rothstein               | Gordana Rothstein   |
| Kasperl & Ali (ein dunkelhäutiger „Seppl“, war nicht oft zu sehen) | 1973      | unbekannt                   | unbekannt                       | unbekannt           |
| Kasperl und Buffi (ehemals Clown Habakuks Puppenzirkus)            | 1971      | Arlequin Theater            | Arminio und Christine Rothstein | Christine Rothstein |
| Kasperl und Quaxi bzw. Kasperl und Moplpopl                        | 1984      | Figurentheater Lilarum      | Traude Kossatz                  | Traude Kossatz      |
| Kasperl und Hopsi                                                  | 1984      | Puppenbühne Liliput         | Rudolf Watzinger                | Rudolf Watzinger    |
| Kasperl & Co                                                       | 1989      |                             | Stefan Gaugusch                 |                     |